# 道の駅みつまた
道の駅みつまた（みちのえき みつまた）は、新潟県南魚沼郡湯沢町大字三俣にある国道17号の道の駅である。

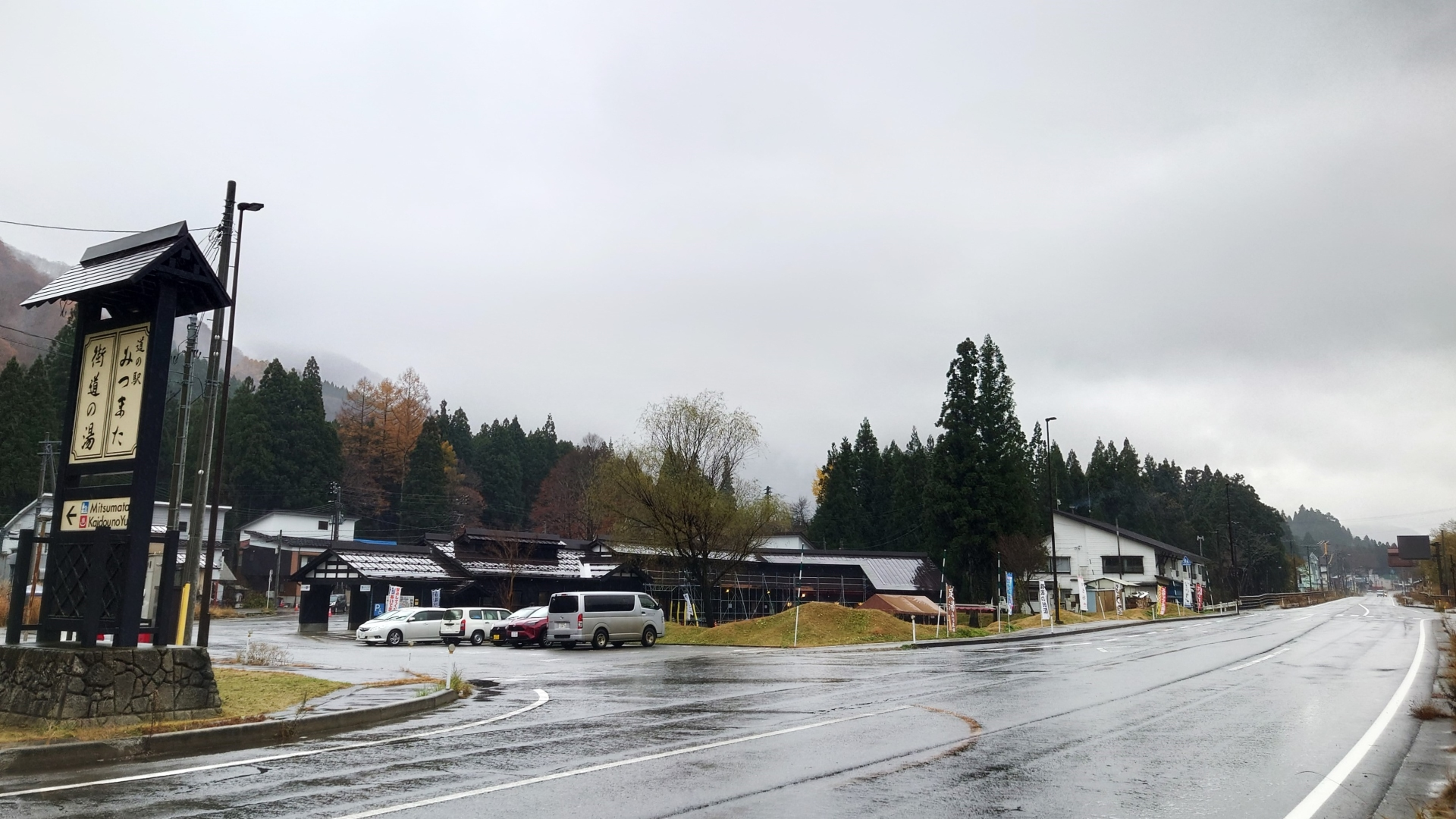
道の駅みつまた全景

## 施設
- 駐車場
  - 大型車：3台
  - 小型車：13台
  - 身障者用：1台
- トイレ
  - 男：5器
  - 女：4器
  - 多目的・身障者用：1器
- 休憩施設
  - 情報・休憩コーナー
- 地域振興施設
  - 温泉足湯施設
  - 農産物直売所
  - 軽食・テイクアウトコーナー

### 管理
- 湯沢町

## アクセス
- 国道17号 - 登録路線